# Pasi Mbenza
Pasi Mbenza (* 12. Dezember 1966) ist ein ehemaliger Radrennfahrer aus der Demokratischen Republik Kongo.

## Sportliche Laufbahn
Mbenza war im Straßenradsport aktiv. Er war Teilnehmer der Olympischen Sommerspiele 1988 in Seoul und startete für das damalige Zaire. Im Mannschaftszeitfahren kam das Team aus dem Kongo mit Mobange Amisi, Ndjibu N’Golomingi, Pasi Mbenza und Kimpale Mosengo auf den 28. Rang.